# Николаевский сельсовет (Поспелихинский район)
Николаевский сельсовет — муниципальное образование со статусом сельского поселения и административно-территориальное образование в Поспелихинском районе Алтайского края России. Административный центр — село Николаевка.

## Демография
По результатам Всероссийской переписи населения 2010 года, численность населения муниципального образования составила 1754 человека, в том числе 826 мужчин и 928 женщин. Оценка Росстата на 1 января 2012 года — 1728 человек.

## Населённые пункты
В состав сельского поселения входит 2 населённых пункта:
- посёлок Гавриловский,
- село Николаевка.